# 渥美清
渥美 清（あつみ きよし、1928年〈昭和3年〉3月10日 - 1996年〈平成8年〉8月4日）は、日本のコメディアン、俳優、歌手。本名：田所 康雄（たどころ やすお）。
代表作『男はつらいよ』シリーズで、柴又育ちのテキ屋で風来坊の主人公「車 寅次郎」を演じ、「寅さん」として広く国民的人気を博した昭和の名優。
没後に国民栄誉賞を受賞している。

## 生涯

### 幼少期
1928年3月10日、東京府東京市下谷区車坂町（当時）で、地方新聞の記者をしていた父・友次郎と、元小学校教諭で内職の封筒貼りをする母・タツとの間に次男として生まれる。兄に健一郎がいる。
1934年11月、板橋尋常小学校に入学。1936年、一家で板橋区志村清水町に転居し、志村第一尋常小学校へ転入。小学生時代はいわゆる欠食児童であり、病弱で小児腎臓炎、小児関節炎、膀胱カタル等の様々な病を患っていた。そのため学校は欠席がちで、3年次と4年次では長期病欠であった。欠席中は、日がな一日ラジオに耳を傾け徳川夢声や落語を聴いて過ごし、覚えた落語を学校で披露すると大変な評判だったという。
1940年に板橋城山高等小学校に入学。第二次世界大戦中の1942年に旧制私立巣鴨中学校に入学するが、学徒動員で板橋の軍需工場へ駆り出され軍用機のラジエーターを造（ママ）っていたとされる。堀切直人は、巣鴨中学校には進学しておらず志村坂上の東京管楽器の町工場に就職したとしている。1945年に同校を卒業するも、3月10日の東京大空襲で自宅が被災し焼け出される。卒業後は工員として働きながら、一時期、担ぎ屋やテキ屋の手伝いもしていた（親友の谷幹一に、かつて自分は桝屋一家に身を寄せていた、と語ったことがある）。その後中央大学商学部に入学。この幼少期に培った知識が後の「男はつらいよ」シリーズの寅次郎のスタイルを産むきっかけになったといえる。永六輔によれば、戦後焼け跡の金属を換金し、秋葉原で部品を買い鉱石ラジオを組み立てるグループに永も参加していたが、そのグループのリーダーが渥美清であったとのこと。

### 役者稼業

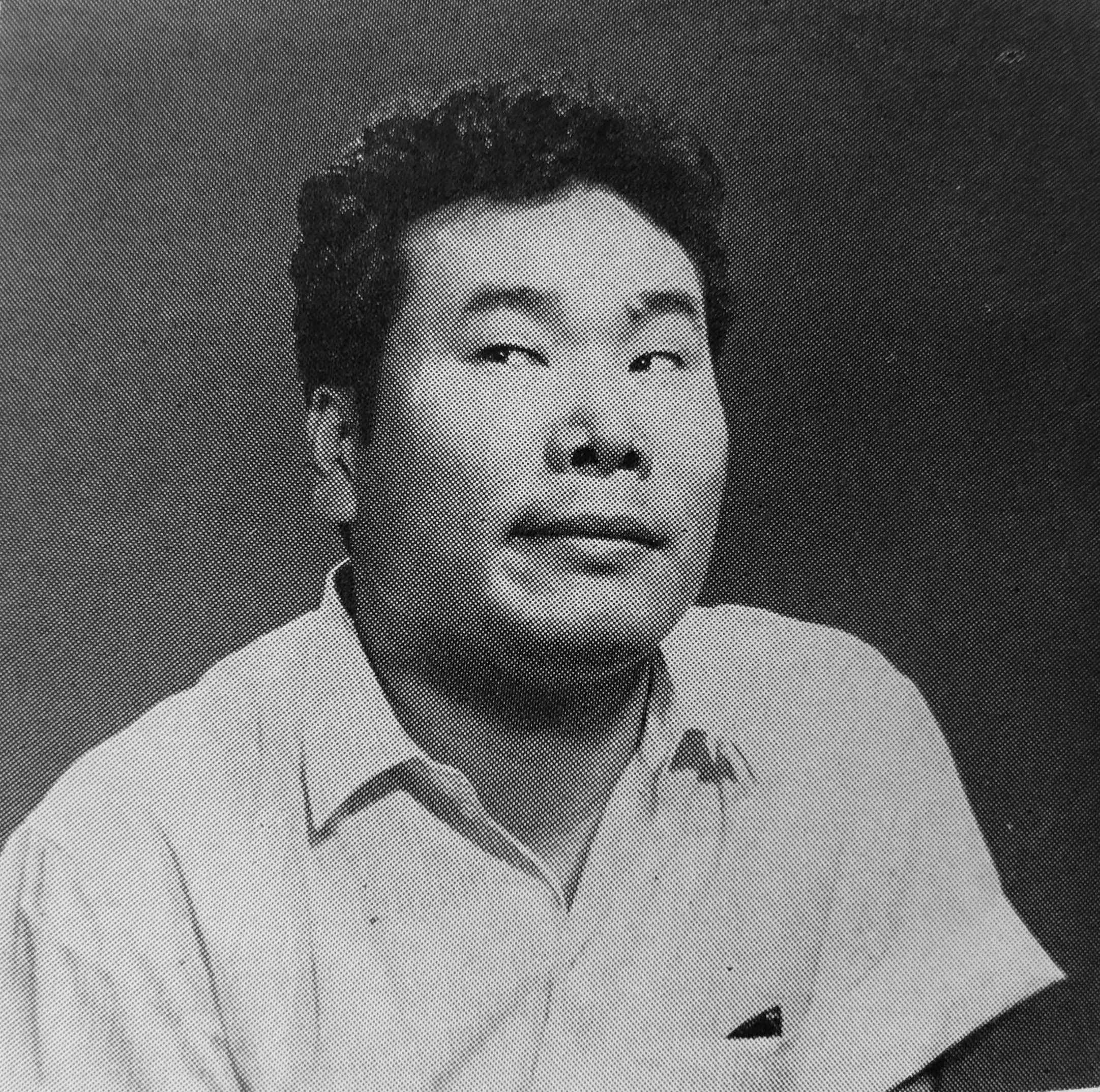
『映画評論』1963年2月号より。

進学についても異説があり(下記「人物・経歴についての異説」参照)、10代のころは船乗りを志しその中でも司厨員志望で大日本船舶運営会へ願書まで出したが、母親に猛反対されたため断念。知り合いの伝手を頼って旅回りの演劇一座に入り喜劇俳優の道を歩むことになった。芸名については諸説あり、当初の芸名は小説の主人公からとった「渥美悦郎」であったが、川崎で小さな劇団の「パンツの臭いを嗅ぐ男」というバラエティショーに出たとき司会者が「渥美清の方が名前が通りやすい」と変えてしまったという。また「清く美しくあっ（渥）たかくあれ」という意味で名づけられたという説もある。
1946年には新派の軽演劇の幕引きになり、大宮市日活館の下働きを経て、『阿部定一代記』でのチョイ役で舞台初出演。1951年、東京浅草六区のストリップ劇場「百万弗劇場」（建物疎開した観音劇場の跡）の専属コメディアンとなるも倒産。翌年、川崎セントラルへ移籍し1953年にフランス座へ入る。この頃のフランス座は、長門勇、東八郎、関敬六など後に第一線で活躍するコメディアンたちが在籍し、コント作家として井上ひさしが出入りしていた。またこの頃、浅草の銭湯で、のちにシナリオライターとなる早坂暁（当時は大学生）と知り合い、親しくなる。（後述参照）。1954年、肺結核で右肺を切除し埼玉のサナトリウムで約2年間の療養生活を送る。このサナトリウムでの療養体験が後の人生観に多大な影響を与えたと言われ、右肺を無くしたことでそれまでのドタバタ喜劇ができなくなった。退院後の1956年の秋、今度は胃腸を患い中野の立正佼成会病院に三か月入院する。再復帰後は酒や煙草、コーヒーさえも一切やらなくなり過剰な程の摂生に努めた。
1956年に日本テレビ連続ドラマ「すいれん夫人とバラ娘」で主役の朝丘雪路のダメ助手役でテレビ初出演。1958年に『おトラさん大繁盛』で映画にデビュー。1959年にはストリップ小屋時代からの盟友である谷幹一・関敬六とスリーポケッツを結成。しかし、数ヵ月後には脱退している。1961年から1966年までNHKで放映された『夢であいましょう』、『若い季節』に出演。コメディアン・渥美清の名を全国区にした。1961年、井上和男監督の『水溜まり』で倍賞千恵子と初共演している。1962年公開の映画『あいつばかりが何故もてる』にて映画初主演を務める。7年後に寅さん一家を組むことになる倍賞千恵子、森川信との共演である。同年、フジテレビ連続ドラマ『大番』でのギューちゃん役がうける。同年、ヤクザ（フーテン）役で出演した『おったまげ人魚物語』のロケの際、海に飛び込むシーンでは右肺切除の影響から飛び込むことができず、唯一代役を立てたシーンとも言われている。当時、複数の映画が同じ地域で撮影を行っており、この時の撮影現場では、映画『切腹』（仲代達矢、岩下志麻、丹波哲郎、三國連太郎）の撮影現場の宿に泊まり、同宿した多くの俳優や監督と接することとなる。1963年の野村芳太郎監督の映画『拝啓天皇陛下様』で「片仮名しか書けず、軍隊を天国と信じてやまない純朴な男」を演じ、俳優としての名声を確立する。この作品がフジテレビの関係者の評判を得て「男はつらいよ」の構想が練られた。1965年公開の、羽仁進監督の『ブワナ・トシの歌』ではアフリカ各地で4ヶ月間に及ぶ長期ロケを敢行。この撮影以降、アフリカの魅力に取り付かれプライベート旅行で何度も訪れるようになる。特に好きだったのはタンザニアのホテルから見るキリマンジャロで一日中眺めていることもあったという。またいかりや長介も大のアフリカ好きであり、映画で同時上映が多かったため松竹の撮影所で会うといかりやからアフリカのことを尋ねられたり、話をしていたという。
将来長年にわたって仕事を共にする山田洋次とは1964年公開『馬鹿まるだし』に特別出演した際に一日だけ撮影に来た際に出会い、渥美が「山田さん、今度は長いので付き合いましょう」と声を掛け、それがフジテレビプロデューサーの耳に入ってドラマ版「男はつらいよ」につながったともされる。
1969年3月17日（月曜日）、正子夫人と島根県出雲大社で結婚式を内々だけで挙げる。披露宴はホテルニューオータニで仲の良かったスター、友人、映画記者番や雑誌記者を招いて行った。41歳の時だった。
当初は、松竹より東映の方が渥美喜劇の売り出しに熱心で、東映で"喜劇路線"を敷こうとした岡田茂プロデューサー（のち、東映社長）に引き抜かれ、岡田が登用した瀬川昌治監督の『喜劇急行列車』（1967年）他「列車シリーズ」などに主演した。岡田茂は「渥美清は、実は私が東映東京撮影所の所長をしていた昭和37年（1962年）に一年間面倒をみたことがあるんです。それで『喜劇急行列車』など何本か撮ったんですが、どうしても東映では喜劇は伸びない。それで『渥美君、俺は君で5本やったが駄目だった。作品がよくてこれでは君にも悪いから、ひとつ松竹へ行け』と。ちょうど松竹から是非にという話があり『松竹に行った方が君にはプラスだ』ということで向こうに行ったんですが、結局は良かった。『男はつらいよ』なんて10年に一編出るか出ないかですよ。ああいう幸運なのは。一つのシリーズで48本（1996年当時）もやったというのは有り得ないことです」などと述べている。東映とは水が合わなかったが、東映での出演作としては股旅映画の最高傑作ともいわれる『沓掛時次郎 遊侠一匹』（加藤泰監督、1966年）の身延の朝吉役は名演として知られる。この時期の主演作品としては他に、TBSのテレビドラマ『渥美清の泣いてたまるか』（1966年）などがある。
最後に舞台へ上がったのは1966年の5月に新宿コマ劇場で行われた翻訳ミュージカル「南太平洋」のルーサー・ビリス役でそれ以降二度と舞台を踏むことはなかったが、1991年の常盤座の閉幕の時行われた「関敬六劇団」さよなら公演の千秋楽フィナーレで俳優全員が舞台挨拶を行った時突然舞台に上がって「ご苦労さん」と関とあいさつをし、観客に手を振った。

### 車寅次郎

柴又駅前に立つ車寅次郎の銅像

1968年10月3日から半年間、フジテレビにて、テレビドラマ『男はつらいよ』が放送され、脚本は山田洋次と森﨑東が担当した。最終回の「ハブに噛まれて寅さんが死ぬ」という結末に視聴者からの抗議が殺到したことから、翌1969年に「罪滅ぼしの意味も含めて」、松竹が映画を製作。これが堅調な観客動員と高い評価を受けてシリーズ化。当初は54万人程度だった観客動員は徐々に伸びて第8作では148万人と大ヒット水準まで飛躍。以降、しばしば200万人を超えるなど松竹の屋台骨を支え続けるほどの大ヒットが続く。国民的スターとなった渥美清は、主演の車寅次郎（フーテンの寅）役を27年間48作に亘って演じ続けることになる。映画のシリーズでは最多記録の作品としてギネスブックにも載るなどの記録を成し遂げた。
1972年、渥美プロを設立し、松竹と共同で映画『あゝ声なき友』を自身主演で製作する。1975年、松竹80周年記念として制作された映画『友情』に出演。1977年にはテレビ朝日製作の土曜ワイド劇場『田舎刑事 時間（とき）よとまれ』にて久しぶりにテレビドラマの主演を務める。同作品はのちに長く続く人気番組『土曜ワイド劇場』の記念すべき第1回作品であると同時に、第32回文化庁芸術祭のテレビ部門ドラマ部の優秀作品にも選出されている。この成功を受けて同作品はシリーズ化され1978年に『旅路の果て』が、1979年には『まぼろしの特攻隊』がいずれも渥美主演で製作放送されている。映画『男はつらいよ』シリーズの大成功以降は「渥美清」＝「寅さん」の図式が固まってしまう。当初はイメージの固定を避けるために積極的に他作品に出演していたが、どの作品も映画『男はつらいよ』シリーズほどの成功は収めることができなかった。唯一1977年『八つ墓村』でそれまでのイメージを一新して名探偵「金田一耕助」役を演じ松竹始まって以来のヒットとなったが、シリーズ化権を(松竹との関係が悪化していた)角川春樹事務所と東宝に抑えられていたため1本きりとなったことが大きな岐路となる。
1979年4月14日にNHKで放映されたテレビドラマ『幾山河は越えたれど〜昭和のこころ 古賀政男〜』では作曲家、古賀政男の生涯を鮮烈に演じ高い評価を得た。1980年代以降になると、『男はつらいよ』シリーズ以外の主演は無くなっていった。1988年に紫綬褒章を受章。その後は主演以外での参加も次第に減っていき、1993年に公開された映画『学校』が『男はつらいよ』シリーズ以外の作品への最後の出演作品となった。

### 晩年、死
晩年は、松竹の看板としてかなりの無理をしての仕事であった。『男はつらいよ』42作目（1989年12月公開）以降は、病気になった渥美に配慮して、立って演じるシーンは減少し、晩年は立っていることもままならず、撮影の合間は寅さんのトランクを椅子代わりにして座っていることが多かった。44作目（1991年12月公開）のころ「スタッフに挨拶されて、それに笑顔で答えることさえ辛いんです。スタッフや見物の方への挨拶を省略していただきたい」と山田洋次に語っている。ところがこの事情を知らない映画撮影の見物客は、渥美に声をかけてもまったく反応してもらえなかったことから「愛想が悪い」との理由で渥美を批判することもあったが、この頃にはもうスタッフをはじめ、どんなに声をかけられてももう一切人には挨拶をしなかったという。体調が悪くなった42作から甥の満男を主役にしたサブストーリーが作られ、年2本作っていたシリーズを1本に減らし、満男の出番を増やして寅次郎の出番を最小限に減らしている。46作頃からは、2日撮影したら2日休養を置くスケジュールを組んだが午後3時頃からは声の調子が落ちてしまい録音の鈴木功は「つらくなってきた」と語っている。48作では午前中には割と強かった渥美の体調を考慮し、撮影は午前9時から始まり午後1時ごろまでには終了。それくらいのスケジュールでないともう撮れない状態だった、と山田は語っている。
最後に関係者が渥美清と会ったのは、1996年6月27日（もしくは6月30日）に代官山のレストラン・小川軒の会合で山田洋次の紫綬褒章受章の祝いを兼ねた次作の話し合いで、山田洋次、倍賞千恵子、渥美のスケジュールを管理していた制作主任の峰順一、松竹の大西氏らスタッフ10人と会食し、薄いステーキとはいえペロリと平らげたという。
病気については、1991年に肝臓癌が見つかり、1994年には肺への転移が認められた。主治医からは、第47作への出演は不可能だと言われていたがなんとか出演し、48作に出演できたのは奇跡に近いとのことである。前述の代官山レストランでの食事の際に第49作制作の件で高知ロケを承諾し、撮影を控えていた中、亡くなる一週間前に「呼吸が苦しい」と家族に訴え即手術を受けたものの、癌の転移が広がり手遅れの状態だった。1996年8月4日午後5時10分、転移性肺癌のため文京区の順天堂大学医学部附属順天堂医院にて死去した。68歳没。
「戒名はつけるな」「最期は家族だけで看取ること」「世間には荼毘に付したあと、知らせること」「騒ぎになったときは、長男の健太郎ひとりで対応すること」という渥美の遺言により、家族だけで密葬を行い、遺体は東京都荒川区内の町屋斎場で荼毘に付された。最初に連絡を受けたのは山田監督ともいわれ、8月6日の午後8時半ごろ山田から松竹宣伝部の大西の元に連絡が行き（小林によると5日）、同日夜に山田と大西が駆け付けた時にはすでにお骨になっていた。なお、山田が渥美の自宅へ行ったのはこの時が初めてだったという。おばちゃん役の三崎千恵子のもとには8月6日（小林によると8月7日）の午前10時ごろ、さくら役の倍賞の下へは同6日の夜中に連絡が入ったとされる。訃報は8月7日に松竹から公表された。男はつらいよの第48作『男はつらいよ 寅次郎紅の花』が実質の遺作となった。
8月13日に「渥美清さんとお別れする会」が松竹大船撮影所第9ステージで開かれた。柴又の江戸川土手を模した祭壇の前に献花台が置かれ、2万1000人（3万人とも、3万5000人とも）が集まり、参列者の行列は1キロ離れた大船駅まで続いた。浅丘ルリ子、奥山融、関敬六、倍賞千恵子、早坂暁、山田洋次（下記文章）らが弔辞を読んだ。
死後、「『男はつらいよ』シリーズを通じて人情味豊かな演技で広く国民に喜びと潤いを与えた」との理由で、日本政府から渥美に国民栄誉賞が贈られた。俳優での受賞は、1984年に死去した長谷川一夫に次いで2人目である。
1997年8月4日には大船撮影所で一周忌献花式が開かれた。東京・柴又の団子屋「くるまや」のセット撮影に使われた第9ステージが会場となり、山田洋次や倍賞千恵子らが出席した。
2000年に発表された『キネマ旬報』の「20世紀の映画スター・男優編」で日本男優の9位、同号の「読者が選んだ20世紀の映画スター男優」では第4位になった。さらに、「映画館をいっぱいにしたマネーメイキング・スターは誰だ!」日本編では第1位。

## 人物

### 経歴についての異説
渥美清のプライベートは謎につつまれた点が多く、経歴にはいくつかの異説がある。小林信彦著の『おかしな男 渥美清』の略年譜によれば、1940年に志村第一尋常小学校を卒業後、志村高等小学校に入学する。1942年に卒業し、14歳で志村坂上の東京管楽器に入社するが退社し、その後は「家出をしてドサ回り」をしていたとのことである。
巣鴨学園関係者によると、戦前の在籍記録は戦災により焼失しており、卒業していたのかしていないのかだけでなく、在籍の有無ですら公式には何とも言えないという。ただし、何人かのOBによれば「在籍はしていたが、卒業はしていない」との証言もある。
大学についても異説があり、中央大学予科に入ったとする説、そもそも中央大学には入っておらず学歴を詐称していたという説、テキ屋稼業で都合がいいため中大予科の角帽をかぶっていたという説、天ぷら学生として角帽を被っていたという説、中央大学商学部に入学したという説がある。中央大学説は関敬六が慶應義塾大学、谷幹一が早稲田大学、渥美清が中央大学という設定の芝居を行ったことがきっかけでそれをその後も踏襲したとも言われている。

### 実像
『男はつらいよ』の「寅さん」の演技で社交性のある闊達さを印象付けていたが、実像は共演者やスタッフと真摯に向き合う一方で、公私混同を非常に嫌い、プライベートでは他者との交わりを避ける傾向だった。ロケ先での、撮影協力した地元有志が開く宴席にあまり顔を出さなかったものの、第48作では瀬戸内町主催のホテルの歓迎会に町の人を呼び、渥美清もグレーのジャージ上下とサンダル姿で30分ほど出席している。
家族構成は妻と子供2人だが、代官山に「仕事部屋」として、自分個人用のマンションを借りており、そこに一人籠っていることが多かった。長男の田所健太郎が「親族の立場」で公の場に顔を出すのは渥美の死後だった。渥美自身の結婚式は親族だけでささやかに行い、芸能記者の鬼沢慶一は招待され友人代表として出席したが、鬼沢はその事を渥美の死まで公表することはなく、渥美の没後にその時の記念写真と共に初めて公開した。披露宴には、芸能関係者では関敬六、谷幹一が出席し、司会はTBSの渥美番の杉山真太郎で『泣いてたまるか』の関係でTBSの番組宣伝部が担当した。渥美は新珠三千代の熱狂的ファンを自称していたため、結婚の際は「新珠三千代さんごめんなさい」との迷コメントを出した。
渥美は亡くなるまでプライベートを芸能活動の仕事に持ち込まなかったため、自宅住所は芸能・映画関係者や芸能界の友人にも知らされておらず、「男はつらいよ」シリーズで長年一緒だった山田洋次や、親友として知られる黒柳徹子、関敬六、谷幹一でさえ渥美の自宅も個人的な連絡先も知らず、仕事仲間は告別式まで渥美の家族との面識はなかった。たった一人自宅を知っていた者が松竹の宣伝部におり、山田たちは夜中に呼び出して案内してもらったという。これは渥美が生前、私生活を徹底的に秘匿し、「渥美清＝寅さん」のイメージを壊さないためであった。しかし、目黒区へ引っ越す前の並木橋時代のアパートには黒柳や山田など比較的多くの知り合いが訪れていたという。
脚本家・早坂暁とは20代に銭湯で知り合い、早坂を「ギョウさん」と呼んで、終生の友であった。渥美は常に「ギョウさん、俺も連れてってちょうだいよ」と早坂との旅行を大変楽しみにしていた。東京生まれのため田舎を持たない渥美にとって、特に早坂の故郷である愛媛県北条市（現・松山市）や、沖合いにある「北条鹿島」はお気に入りで何度も同行している。早坂作のNHKドラマ『花へんろ』（早坂の自伝的ドラマ）ではナレーションを担当した。これらの事情が、実現しなかった第49作『寅次郎花へんろ』の元になった。渥美の死後発見された晩年の手帳には「……旅行に行こう。家族とギョウさんにも声かけて一緒に行こう……」と綴ってあった。早坂は渥美が大変才能のある役者であるのにもかかわらず、「寅さん」以外の役をほとんど演じられないことを危惧しており、そのことはお別れ会の弔辞でも語っている(後記)。
1985年頃、渥美は尾崎放哉を演じたいと早坂に相談していたが、NHKが先に「海も暮れきる　小豆島の放哉」を放送したためその話は流れることになった。早坂が書いた「首人形-方哉の島」の脚本が完成したのは1993年で既に癌に侵されていてやれる体力がなく渥美は机に置いた脚本を見つめたまま一言も発しなかったという。吉村昭の小説をもとにしたドラマはNHK松山放送局が1985年に制作・放映している。NHKの放送後、急遽題材を種田山頭火に変更することになり、渥美と早坂は今度は山頭火の取材旅行に訪れ、脚本も完成したにもかかわらず、クランクイン寸前になって、突然渥美から制作のNHKに「山頭火」降板の申し出があった。渥美降板により主役がフランキー堺となったこのドラマ『山頭火・なんでこんなに淋しい風ふく』は、モンテカルロ国際テレビ祭（脚本部門ゴールデンニンフ＝最優秀賞）を受賞し、フランキー堺は同最優秀主演男優賞を受賞している。早坂は渥美に、初期のテレビドラマ『泣いてたまるか』や、上記土曜ワイド劇場第1回作品の『田舎刑事』シリーズなどの脚本を書いており、いずれも「寅さん」ではない渥美の魅力が引き出された名作となっている。
自分が主演した「男はつらいよ」シリーズは映画館へ自ら足を運んでいたという。友人や家族と共に寅さんを見に行っていたと山田や黒柳は語っている。
映画においては山田洋次、野村芳太郎両監督とは別に、『沓掛時次郎 遊侠一匹』『祇園祭』『スクラップ集団』『あゝ声なき友 』『おかしな奴』の脚本を書いた鈴木尚之とのコンビも長い。なお渥美は、早坂と、関敬六、山田洋次らは46作目「寅次郎の縁談」(1993年公開)の撮影の合間を縫って放哉の墓参り、小豆島尾崎放哉記念館（土庄町）の建設現場へ訪れている。
上記著書の小林信彦は1960年代前半に放送作家として渥美と知り合い、独身時代はお互いの部屋で徹夜で語り合うなど親しい仲であった。
松竹新喜劇の藤山寛美を高く評価しており、寛美の公演のパンフレットに渥美のコメントとして「私は藤山寛美という役者の芝居を唯、客席で観るだけで、楽屋には寄らずに帰える。帰る途すがら、好かったなー、上手いなー、憎たらしいなあー、一人大切に其の余韻をかみしめる事にしている」と書いていた。寛美も渥美が客席に来ていることを知ると、舞台で「おい、横丁のトラ公な、まだ帰ってこんのか?」と言うアドリブを発していた。非常な勉強家でもあり、評判となった映画や舞台をよく見ていたが、「寅さん」とはまったく違ったスマートなファッションであったため、他の観客らにはほとんど気づかれなかったという。
山田洋次は渥美の頭脳の良さを指して「天才だった」と語っている。特に記憶力に関しては驚異的なものがあり、台本を2・3度読むだけで完璧にセリフが頭に入ってしまったと証言している。
増村保造の監督映画『セックス・チェック 第二の性』を基にして作中男性だと疑われるスポーツ選手の女性が、本当に男性だったという主演映画などが没になったアイディアの中にあった。この構想はすでに早坂暁によって「渥美清子の青春」として、1968年にシナリオ化されている。
黒柳徹子は、プライベートでも付き合いのある数少ない存在で、彼をお兄ちゃんと呼んでいたほか、『夢であいましょう』で共演していた時に熱愛疑惑が持ち上がったことがある。因みにそれを報道したスポーツ紙には、フランス座時代に幕間のコントで黒柳が小学生の頃いつも呼んでいたチンドン屋の格好をした時の写真が掲載された。これは当時マスコミがその写真しか得られなかったためである。黒柳は渥美の死後、渥美との想い出を話すことがある。また、森繁久彌は渥美の才能に非常に目をかけ、渥美も森繁を慕っていたという。「徹子の部屋」の出演を渋っていたが、倍賞千恵子と二回出演している。

永六輔とは少年時代からの旧知であり、本人曰く渥美は永も所属した不良グループのボスだったという。また渥美が役者を目指すようになったのにはある刑事の言葉があると言う。曰く、ある時、渥美が歩道の鎖を盗みそれを売ろうとして警察に補導されたことがあり、その時の刑事に「お前の顔は個性が強すぎて、一度見たら忘れられない。その顔を生かして、犯罪者になるより役者になれ」と言われたことが役者を目指すきっかけになったとのことである。
田中秀征が執筆で利用していた駒沢通りのカフェの常連で、渥美はカフェの店主から田中秀征の著書『自民党解体論』を購入して熱心に読み、「勉強になったよ」と店主に感想を述べた。カフェで本を読んでいる時に田中を見つけて、遠くから立って頭を下げてくれて、田中は嬉しかった思い出があるという。
その他、交流があった芸能人として笹野高史、柄本明がいる。2人とも「男はつらいよ」シリーズの常連出演者で、芝居を見に行ったり、バーに飲みに行く程度であった。笹野は『男はつらいよ 柴又より愛をこめて』以来山田作品の常連となるが、山田へ笹野の存在を教えたのは渥美であった。
布袋寅泰は、渥美と同じマンションに住んでいたことがあり、バンドのツアーに向かう布袋が偶然エレベーターの乗り口で会った際、渥美から「旅ですか?」と話しかけられ、とっさに「はい。北へ」と答えたのをきっかけに、正月に「つまらないものですが、台所の隅にでも飾ってやってください」と、『男はつらいよ』のカレンダーを部屋まで届けてくれたという。
長男の田所健太郎は、ニッポン放送の入社試験の際、履歴書の家族欄に「父 田所康雄 職業 俳優」と書いたことから、採用担当者は大部屋俳優の時代劇の斬られ役と思っていたが、当時ニッポン放送に存在した新入社員の仕事を見る「父兄参観日」に渥美清が彼の父親として来社し社内は騒然となったという。
晩年は俳句を趣味としていて『アエラ句会』（AERA主催）において「風天」の俳号でいくつかの句を詠んでいる。森英介『風天　渥美清のうた』（大空出版、2008年、文春文庫　2010年）に詳しく紹介されている。
秋野の著作によると、同じ浅草仲間の八波むと志が交通事故を起こし死亡したことがきっかけで、絶対に車を所有せず終生ハンドルを握らなかったという。
倍賞千恵子によると「渥美が最後に病院に入っていた時、まるでお別れを告げるようにいろいろな人に電話をかけていたようで、夜中だったため電話を取ることが出来なかった」と著作で語っている。同様のことは付け人だった篠原靖治も述べており、篠原によると7月の入院前に突然渥美からかかってきた電話が最後の会話だった、と話している。渥美自身、芸能人の通夜や葬式には一切出席しなかったが、唯一出席しマスコミの取材に答えたのが1995年10月に亡くなった高羽哲夫の通夜であった。

## 出演

### 映画
- 男はつらいよシリーズ（1969年 - 1995年、1997年、2019年 全50作、松竹）- 車寅次郎
  - 男はつらいよ（1969年）
  - 続・男はつらいよ（1969年）
  - 男はつらいよ フーテンの寅（1970年）
  - 新・男はつらいよ（1970年）
  - 男はつらいよ 望郷篇（1970年）
  - 男はつらいよ 純情篇（1971年）
  - 男はつらいよ 奮闘篇（1971年）
  - 男はつらいよ 寅次郎恋歌（1971年）
  - 男はつらいよ 柴又慕情（1972年）
  - 男はつらいよ 寅次郎夢枕（1972年）
  - 男はつらいよ 寅次郎忘れな草（1973年）
  - 男はつらいよ 私の寅さん（1973年）
  - 男はつらいよ 寅次郎恋やつれ（1974年）
  - 男はつらいよ 寅次郎子守唄（1974年）
  - 男はつらいよ 寅次郎相合い傘（1975年）
  - 男はつらいよ 葛飾立志篇（1975年）
  - 男はつらいよ 寅次郎夕焼け小焼け（1976年）
  - 男はつらいよ 寅次郎純情詩集（1976年）
  - 男はつらいよ 寅次郎と殿様（1977年）
  - 男はつらいよ 寅次郎頑張れ!（1977年）
  - 男はつらいよ 寅次郎わが道をゆく（1978年）
  - 男はつらいよ 噂の寅次郎（1978年）
  - 男はつらいよ 翔んでる寅次郎（1979年）
  - 男はつらいよ 寅次郎春の夢（1979年）
  - 男はつらいよ 寅次郎ハイビスカスの花（1980年）
  - 男はつらいよ 寅次郎かもめ歌（1980年）
  - 男はつらいよ 浪花の恋の寅次郎（1981年）
  - 男はつらいよ 寅次郎紙風船（1981年）
  - 男はつらいよ 寅次郎あじさいの恋（1982年）
  - 男はつらいよ 花も嵐も寅次郎（1982年）
  - 男はつらいよ 旅と女と寅次郎（1983年）
  - 男はつらいよ 口笛を吹く寅次郎（1983年）
  - 男はつらいよ 夜霧にむせぶ寅次郎（1984年）
  - 男はつらいよ 寅次郎真実一路（1984年）
  - 男はつらいよ 寅次郎恋愛塾（1985年）
  - 男はつらいよ 柴又より愛をこめて（1985年）
  - 男はつらいよ 幸福の青い鳥（1986年）
  - 男はつらいよ 知床慕情（1987年）
  - 男はつらいよ 寅次郎物語（1987年）
  - 男はつらいよ 寅次郎サラダ記念日（1988年）
  - 男はつらいよ 寅次郎心の旅路（1989年）
  - 男はつらいよ ぼくの伯父さん（1989年）
  - 男はつらいよ 寅次郎の休日（1990年）
  - 男はつらいよ 寅次郎の告白（1991年）
  - 男はつらいよ 寅次郎の青春（1992年）
  - 男はつらいよ 寅次郎の縁談（1993年）
  - 男はつらいよ 拝啓車寅次郎様（1994年）
  - 男はつらいよ 寅次郎紅の花（1995年）
  - 男はつらいよ 寅次郎ハイビスカスの花 特別篇（1997年）※
  - 男はつらいよ お帰り 寅さん（2019年）※

※印作品は生前の映像を使用したライブラリ出演。
男はつらいよシリーズ以外の映画
- 若社長と爆発娘（1960年）- 大井社長
- 唄祭ロマンス道中（1960年）- 三吉
- 縞の背広の親分衆（1961年）- 胴脇

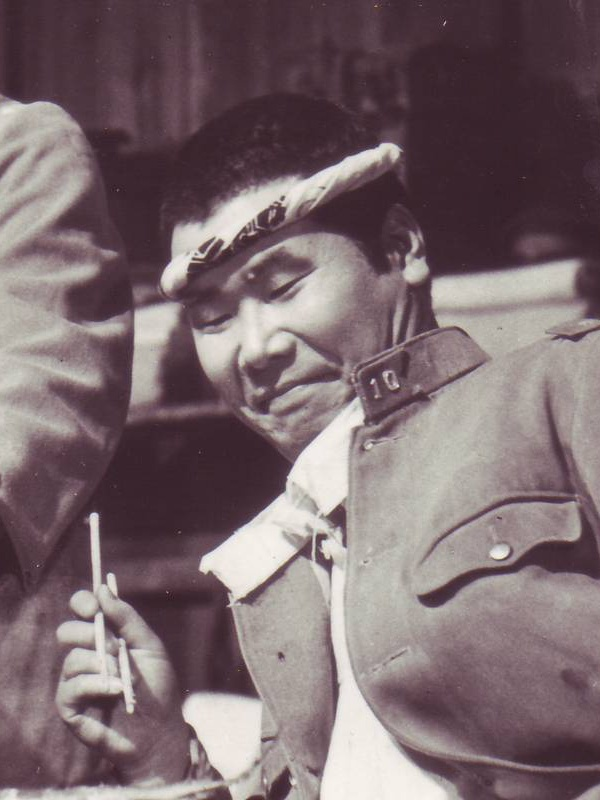
『拝啓天皇陛下様』（1963年）

- 腰抜け女兵騒動（1961年）- 三木本二等兵
- 水溜り（1961年）- 中年の男
- 抱いて頂戴（1961年）- 教祖
- 漫画横丁 アトミックのおぼん- マッハのズラ公
  - 漫画横丁 アトミックのおぼん スリますわヨの巻（1961年、東京映画）
  - 漫画横丁 アトミックのおぼん 女親分対決の巻（1961年、東京映画）
- 地獄に真紅な花が咲く（1961年）- ドスキンの政
- 図々しい奴（1961年、松竹）- 衛兵司令
- 投資令嬢（1961年）- 野崎
- 東海一の若親分（1961年）- 関東綱五郎
- 伴淳・森繁のおったまげ村物語（1961年）- 西向の三八
- 南の島に雪が降る（1961年、東宝）- 青田上等兵
- 喜劇 にっぽんのお婆あちゃん（1962年、松竹）- お巡りさん
- 若き日の次郎長 東海道のつむじ風（1962年）- 関東綱五郎
- 大江戸評判記 美男の顔役（1962年）- 暗闇の丑松
- 喜劇団地親分（1962年）- 佐々木
- サラリーマン一心太助（1962年）- 葵光男
- おったまげ人魚物語（1962年）- 銀二
- 東京さのさ娘（1962年）- 杉本勘太郎
- あいつばかりが何故もてる（1962年）- 小山田善六
- 太平洋の翼（1963年、東宝）- 丹下一飛曹[104]
- 歌え若人達（1963年、松竹）- 運転手
- 無宿人別帳（1963年、松竹）- 市兵衛
- つむじ風（1963年）- 陣内陣太郎
- 拝啓天皇陛下様（1963年、松竹）- 山田正助
  - 続・拝啓天皇陛下様（1964年、松竹）- 山口善助
- 女弥次喜多 タッチ旅行（1963年）- 大八
- おかしな奴（1963年、東映）- 三遊亭歌笑
- 馬鹿まるだし（1964年、松竹）- 万やん
- 現代金儲け物語（1964年）- 上野留吉
- 拝啓総理大臣様（1964年、松竹）- 鶴川角丸
- 僕はボディガード（1964年）- 北一平
- 散歩する霊柩車（1964年）- 毛利三郎
- 風来忍法帖 (東宝)  - 悪源太なり平
  - 風来忍法帖（1965年）
  - 風来忍法帖 八方破れ（1968年）
- ブワナ・トシの歌（1965年）- トシ（片岡俊男）
- 望郷と掟（1966年）- 山根
- 何処へ（1966年、東宝）- 野口長太郎
- 沓掛時次郎 遊侠一匹（1966年、東映）- 身延の朝吉
- かあちゃんと11人の子ども（1966年、松竹）- 吉田貞治
- 列車シリーズ (東映)
  - 喜劇急行列車（1967年）- 青木吾一
  - 喜劇団体列車（1967年）- 山川彦一
  - 喜劇初詣列車（1968年）- 上田新作
- 父子草（1967年）- 平井義太郎
- 男なら振りむくな（1967年、松竹）- 山角のおやじ
- 経営学入門より ネオン太平記（1968年）- ゲイボーイ・カオル
- 喜劇爬虫類（1968年）- 関元三郎
- 燃えつきた地図（1968年、大映）- 田代
- 白昼堂々（1968年）- 渡辺勝次
- 祇園祭（1968年）- 伊平
- スクラップ集団（1968年、松竹）- ホース
- でっかいでっかい野郎（1969年、松竹）- 南田松次郎
- 喜劇 女は度胸（1969年）- 桃山勉吉
- ひばり・橋の花と喧嘩（1969年）- 参竜斉清山
- 明日また生きる（1970年）- 木村
- 喜劇 男は愛嬌（1970年）- オケラの五郎
- トラ・トラ・トラ!（1970年）- 炊事兵 ※日本公開版のみ
- 家族（1970年、松竹）- 連絡船の男
- あゝ声なき友（1972年、松竹）- 西山民次
- 故郷（1972年、松竹）- 松下松太郎
- 東京ド真ン中（1974年）- 安夫の叔父・金之助
- 砂の器（1974年、松竹）- ひかり座の支配人
- ビューティフル・ピープル ゆかいな仲間（1974年）- 日本語版ナレーター
- 同胞（1975年、松竹）- 消防団団長
- 友情（1975年）- 矢沢源太郎
- 幸福の黄色いハンカチ（1977年、松竹）- 渡辺勝次
- 八つ墓村（1977年、松竹）- 金田一耕助
- 皇帝のいない八月（1978年、松竹）- 久保
- 俺たちの交響楽（1979年、松竹）- 西本
- 遙かなる山の呼び声（1980年、松竹）- 近藤
- キネマの天地（1986年、松竹）- 喜八
- 二十四の瞳（1987年、松竹）- ナレーター
- ダウンタウン・ヒーローズ（1988年、松竹）- 春之助
- 学校（1993年、松竹）- 八百屋の親父

### テレビドラマ

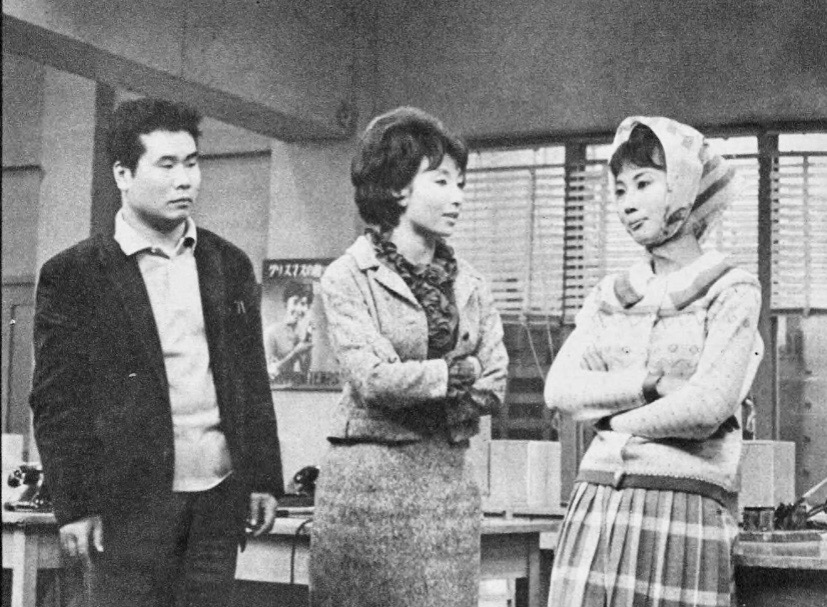
NHK『若い季節』。左から渥美清、黒柳徹子、横山道代。

- すいれん夫人とバラ娘(1957、日本テレビ)　- 女探偵(朝丘雪路)のダメ助手役。渥美清のテレビドラマ初出演作。
- あんみつ姫（1958年 - 1960年、KR）- 奴せんべい
- セールスマン水滸伝（1959年 - 1961年、フジテレビ）
- 若い季節（1961年 - 1964年、NHK総合）- 平吉
- 大番（1962年 - 1963年、フジテレビ）- 赤羽丑之助
- 四重奏（1964年、日本テレビ）
- 東芝日曜劇場（TBS、多数出演）
- ヨーイドン（1965年、フジテレビ）
- 人形佐七捕物帳（1965年、NHK総合）- きんちゃくの辰五郎
- 渥美清の泣いてたまるか（1966年 - 1968年、TBS）
- とし子さん 第七話（1966年、TBS / 国際放映）- 栗田
- おもろい夫婦（1966年 - 1968年、フジテレビ）- 三遊亭歌笑
- 記念樹 第四十話「報恩記」（1967年、TBS /松竹テレビ室、木下恵介プロダクション）－吉田徳蔵
- くいしんぼ（1967年、フジテレビ）
- 不信のとき（1968年、日本テレビ）- ナレーション
- 男はつらいよ（1968年 - 1969年、フジテレビ）- 車寅次郎
- 大きい目小さい目（1968年 - 1969年、TBS）
- 渥美清の父ちゃんがゆく（1969年、フジテレビ）
- おんなの劇場 出雲の女（1969年、フジテレビ）- 大関史郎
- すかぶら大将（1969年、フジテレビ）- 轟鉄太郎
- おれの義姉さん（1970年、フジテレビ）- 沖熊吉
- からすなぜ泣くの　(1971年、NHK総合) - 鈴木大成
- おかしな夫婦（1971年 - 1972年、フジテレビ）- 宗木五郎 (モデルは棟方志功)
- むかしも今も（1972年、NET）- 直吉
- こんな男でよかったら（1973年、よみうりテレビ制作・日本テレビ系）- 余七五郎
- ヨイショ（1974年6月 - 11月、TBS）
- 田舎刑事（1977年 - 1979年、テレビ朝日） - 杉山松次郎
- ゆく年くる年（1977年、フジテレビ）- 総合司会
- 雲を翔びこせ（1978年、TBS）- ナレーション
- 放蕩かっぽれ節 (1978年、TBS)
- 女たちの忠臣蔵（1979年、TBS）- 長吉
- 幾山河は越えたれど〜昭和のこころ 古賀政男〜[105]（1979年、NHK総合）- 古賀政男
- 天皇の料理番（1980年10月 - 1981年3月、TBS）- ナレーション
- 木曜ゴールデンドラマ「花嫁の父」（1981年4月23日、よみうりテレビ制作・日本テレビ系）- 輪田平吉
- 出航  (1981年11月23日、TBS) - 郵便屋
- 花へんろシリーズ（1985年 - 1988年、NHK総合）- ナレーション

### 舞台
- 「南太平洋」- ルーサー・ビリス役
- 「南の島に雪が降る」

### ラジオ
- ゴールデン・ワイド 渥美清「ラジオにて発します」（TBSラジオ）
- 『渥美清 ローマンス劇場』→『渥美清の男性諸君』

いずれも「一慶・美雄の『夜はともだち』」内包番組（TBSラジオ / 1976年〜1978年）

### 音楽番組
- 第14回NHK紅白歌合戦（1963年、NHK総合・ラジオ第1） - 応援ゲスト

### CM
- コダック
- ハナマルキ
- エーザイ
- フマキラー「ベープ」（アニメCMで渥美清として登場）
- ブリヂストン　新・回転理論技術「DONUTS（ドーナツ）」 専属キャラクター[注釈 16]
- ロート製薬 「パンシロン」[注釈 17]
- サントリー「サントリー生ビール ナマ樽」
- 中外製薬「バルサン」
- いすゞ自動車 「エルフ」
- 東洋水産 「マルちゃんきつねうどん」
- 日本アイ・ビー・エム　「IBMマルチステーション5550」
- 日本テレコム
- 国民年金基金
- 朝日新聞[注釈 18]
- パイオニア「DVDレコーダー」（没後に製作）

## 音楽作品

### シングル
- 彼奴ばかりがなぜもてる（1962年）
- 恋すれど恋すれど物語／もててもてて困ってしまう（1963年、SA-1040）
- 泣いてたまるか（TBS連続テレビドラマ「泣いてたまるか」主題歌）（B面：若いぼくたち／ミュージカル・アカデミー）（1966年5月10日）
- オー大和魂（TBS連続テレビドラマ「大和魂くん」主題歌）（B面：雨の降る日は天気が悪い）（1968年10月）
- 男はつらいよ（フジテレビ連続テレビドラマ「男はつらいよ」主題歌、松竹映画「男はつらいよ」主題歌、アニメ『男はつらいよ〜寅次郎忘れな草〜』主題歌）（B面：チンガラホケキョーの唄）（1970年2月10日）
- ごめんくださいお訪ねします（松竹映画「あゝ声なき友」主題歌）（B面：あゝ声なき友）（1972年3月25日）
- さくらのバラード（歌：倍賞千恵子）（B面：寅さんの子守唄）（1972年4月10日）
- こんな男でよかったら（B面：ひとは誰でも）（よみうりテレビドラマ「こんな男でよかったら」）（1973年4月5日）
- いつかはきっと（掛け声：山田パンダ）（TBSテレビドラマ「ヨイショ」主題歌）（B面：遠くへ行きたい）（1974年8月25日）
- 寅さん音頭（B面：赤とんぼ）（1975年7月5日）
- 祭りのあと（B面：駅弁唱歌）（1975年9月5日）
- 渥美清の啖呵売I（B面：渥美清の啖呵売りII）（1976年6月25日）
- 浅草日記（B面：すかんぽの唄）（1977年6月25日）
- 今日はこれでおしまい (B面：着流し小唄)（1977年10月25日）
- DISCO・翔んでる寅さん（B面：寅さん音頭）（1979年7月25日）

### アルバム
- 渥美清が歌う哀愁の日本軍歌集（1968年12月5日）
- 渥美清が歌う哀愁の昭和叙情曲集（1970年4月）
- 噫々戦友の詩（きけわだつみのこえ）より（1971年）
- 男はつらいよフーテンの寅と発します！（1971年11月）
- 男はつらいよ名場面集（第一集）
- 男はつらいよ名場面集（第二集）
- 男はつらいよ名場面集（第三集）（1974年）
- 渥美清ベストヒット28（1976年）

## 編著書
- サンデー毎日 編集部編『渥美清わがフーテン人生』（毎日新聞社、1996年）
- 渥美清『きょうも涙の日が落ちる　渥美清のフーテン人生論』（展望社、2003年）
- 森英介編『赤とんぼ　渥美清句集』（本阿弥書店、2009年）

## 親族
父　友次郎：1884年〜1956年10月31日　行年72、戒名は釈友教信士

母　タツ：1892年〜1970年6月13日　行年78、戒名は釈妙達信女

兄　健一郎　1925年〜1947年5月12日　行年22、戒名は釈義健道信士

妻　正子

長男　田所健太郎　株式会社ニッポン放送に所属していたラジオディレクター。主な担当番組に伊集院光のOh!デカナイト、(有)チェリーベルがある。現在は株式会社ニッポン放送を退社し、フリーのラジオディレクター。

長女　幸恵
山岡和美
元ニッポン放送アナウンサー、長男の妻。

## 渥美清を演じた人物

### テレビドラマ
- 南原清隆 - 『渥美清のあぁ、青春日記』（1997年9月24日、フジテレビ）[106]
- 中村獅童 - 『トットてれび』（2016年、NHK総合）[107]
- 柄本祐 - 没後20年ドキュメンタリードラマ 『おかしな男〜寅さん夜明け前 渥美清の青春〜』（2016年8月4日、NHK BSプレミアム）（主演）
- 山崎樹範 - 『トットちゃん!』（2017年、テレビ朝日）

### ものまね（そっくりさん）
- 原一平 - 渥美本人も生前から認めていた、唯一の渥美清公認のものまね芸人。寅さんのものまねをする際に着用する衣装は渥美本人が映画で実際に使っていたのを譲り受けた物である。
- 佐々木つとむ - 1970年代に人気を博した。
- フランクさな寅 - （フランクさな寅ブログ） 広島県で活躍している「広島の寅さん」。TSSのローカルドラマ「親子笑劇場電太郎一家」にドラ猫のドラ役で出演していた。